# سیارک ۶۷۲۳
سیارک ۶۷۲۳ (به انگلیسی: 6723 Chrisclark، نامگذاری:1991CL3) شش هزار و هفتصد و بیست و سومین سیارک کشف شده‌است که در ۱۴ فوریه ۱۹۹۱ کشف شد.
قدر مطلق سیارک برابر ۱۱٫۵۰ است.